# Bodiná
Bodiná (Hongaars: Bogyós) is een Slowaakse gemeente in de regio Trenčín, en maakt deel uit van het district Považská Bystrica.
Bodiná telt 490 inwoners.